# Praga RV
Praga RV byl československý 6×4 nákladní automobil. Byl vyvinut speciálně pro armádu jako lehký nákladní automobil, ambulance, radiovůz, dělostřelecký tahač atd. Jeho výrobcem byl podnik Praga. Výroba probíhala v letech 1935–1939. Vyrobeno bylo přes 3 000 kusů pro Československou armádu, byl exportován do Polska, Švédska, Íránu, Švýcarska a Turecka.

## Technický popis
Praga RV byl nákladní třínápravový automobil s valníkovou plošinou. Ve standardním provedení  byl vybaven navijákem a kompresorem pro huštění pneumatik. Na obdélníkovém tuhém žebřinovém ocelovém rámu byl uložen benzínový řadový šestiválcový motor. Přední řiditelná náprava měla nezávisle zavěšená přední kola odpružena torzními tyčemi. Dvě hnací nápravy vzadu tvořily výkyvné polonápravy odpruženy na každé straně půleliptickými pery. Na zadních nápravách byly  dvoumontážní pneumatiky o rozměru 6,00–20′′. Nosnost valníku při jízdě po silnici byla 2 000 kg a při jízdě v terénu 1 500 kg. Čtyřdobý zážehový motor měl zdvih 3 462 cm² a nejvyšší výkon 44,1 kW (60 HP) při 2 600 ot./min. (jiný údaj 68 HP při 3 000 ot/min.). Sekční chladič byl složen ze šesti části spojených průtokovými šrouby.

## Technické údaje
- Druh vozidla: lehký nákladní automobil
- Výrobce: ČKD Praha
- Označení výrobce: Praga RV (rychlý vojenský)
- Hmotnost: 3 810 kg
- Délka: 5,69 m
- Šířka: 2,00 m
- Výška: 2,09 m
- Osádka: 2 muži
- Pohon: motor Praga SV, vodou chlazený šestiválec
- Obsah motoru: 3 468 cm³
- Výkon: 68 k
- Maximální rychlost: 70 km/h
- Spotřeba paliva: 35 l/100 km
- Obsah palivové nádrže: 137 l